# Hemiteles subglaber
Hemiteles subglaber là một loài tò vò trong họ Ichneumonidae.